# 劉金來
刘金来，男丶中共党员，中國人民解放軍海军少将丶中共政治人物丶軍事人物
曾任河南省军区副政治委员兼纪委书记丶現任吉林省軍區政委。   

## 生平
2018年6月，時任省军区刘金来副政委兼纪委书记率工作组到鹤壁军分区帮建“一线指挥部”，同时参加指导军分区党委常委民主生活会 
2022年，1月21日河南省军區召開全省徵兵工作電視電話會議，刘金来列席會議
2022年5月23日 ，河南省军區召開围绕学习贯彻军委国防动员部领导批示精神、进一步抓好行政村（社区）党支部书记“一肩三挑”工作召开专题工作会，刘金来出席会议。